# Bisse, Baranya
Bisse este un sat în districtul Siklós, județul Baranya, Ungaria, având o populație de 247 de locuitori (2011). 

## Demografie
Componența etnică a satului Bisse
     Maghiari (88,56%)
     Germani (4,24%)
     Romi (2,97%)
     Croați (1,27%)
     Necunoscut (2,97%)
     Alții (2,97%)
Componența confesională a satului Bisse
     Romano-catolici (40,08%)
     Reformați (20,65%)
     Fără religie (18,22%)
     Atei (1,62%)
     Greco-catolici (1,21%)
     Necunoscută (18,22%)
Conform recensământului din 2011, satul Bisse avea 247 de locuitori. Din punct de vedere etnic, majoritatea locuitorilor (88,56%) erau maghiari, existând și minorități de germani (4,24%), romi (2,97%) și croați (1,27%). Apartenența etnică nu este cunoscută în cazul a 2,97% din locuitori. Nu există o religie majoritară, locuitorii fiind romano-catolici (40,08%), reformați (20,65%), persoane fără religie (18,22%), atei (1,62%) și greco-catolici (1,21%). Pentru 18,22% din locuitori nu este cunoscută apartenența confesională.